# دافي ريتشاردز
دافي ريتشاردز (بالإنجليزية: Davey Richards)‏ هو مصارع محترف أمريكي، ولد في 1 مارس 1983 في أوثيلو في الولايات المتحدة.

## وصلات خارجية
- الموقع الرسمي
- دافي ريتشاردز على موقع WrestlingData.com (الإنجليزية)
- دافي ريتشاردز على موقع CageMatch worker (الإنجليزية)
- دافي ريتشاردز على موقع قاعدة بيانات المصارعة على الإنترنت (الإنجليزية)
- دافي ريتشاردز على موقع عالم المصارعة على الإنترنت (الإنجليزية)
- دافي ريتشاردز على موقع عالم المصارعة على الإنترنت (الإنجليزية)